# Кунгуров, Евгений Викторович
Евге́ний Ви́кторович Кунгу́ров (18 июля 1983, Заречный, Свердловская область — 8 апреля 2024, Москва) — российский оперный и эстрадный певец (баритон). Заслуженный артист Российской Федерации (2023), заслуженный артист Чеченской Республики (2014), заслуженный артист Республики Ингушетия (2014). 
Был приглашённым солистом театра «Новая опера», постоянным солистом Калининградского музыкального театра, ведущим телепередачи «Романтика романса», участником проекта «Большая опера» на телеканале «Культура», проектов «Голос» и «Один в один!» на «Первом канале».

## Биография
Родился 18 июля 1983 года в городе Заречный Свердловской области в семье военнослужащего. Отец — десантник, ветеран боевых действий в Афганистане. Мать окончила Актюбинское Культпросветучилище, домохозяйка. Две сестры, Кунгурова Юлия Викторовна и Кунгурова Анастасия Викторовна. На данный момент семья проживает в г. Заречный, Свердловской области. 
Рос в военном городке Гагарский, пять лет прожил в немецком городе Котбусе. Окончил музыкальную школу по классу баяна. Начал петь в хоре при музыкальной школе. В 2000 году поступил в училище при Московской консерватории по классу проф. Б. Н. Кудрявцева.
Во время учёбы регулярно гастролировал: давал концерты, выступал с образцово-показательным оркестром МВД России. Евгений добился статуса постоянного участника Российского национального оркестра. Будучи студентом консерватории, участвовал в концертных программах знаменитого пианиста, композитора и дирижёра Михаила Плетнёва. Наиболее крупной работой в тот период стало исполнение центральных арий в опере Сергея Васильевича Рахманинова «Алеко».
В 2002 году стал лауреатом II премии Всероссийского конкурса молодых исполнителей русского романса в Томске и лауреатом II премии конкурса «Романсиада».
В 2003 году стал лауреатом конкурса юных вокалистов «Bella Voce» и трёх специальных призов. В 2004 году был участником программы фонда «Новые имена», которая проходила в Германии, а также мастер-классов Международной школы вокального искусства в Москве в 2006—2007 годах.
В 2005 году вместе с Оркестром принимал участие в Международном фестивале военной духовой музыки во Франции.
В 2005 году получил специальный приз за лучшее исполнение песни о Великой Отечественной войне на Международном конкурсе вокалистов имени М. И. Глинки. В 2006 году стал лауреатом III премии Всероссийского конкурса молодых вокалистов имени Обуховой.
В 2007 году окончил Московскую государственную консерваторию имени П. И. Чайковского по классу проф. Б. Н. Кудрявцева, в том же году работал в Образцово-показательном оркестре МВД России. Совместно с Российским национальным оркестром под управлением Михаила Плетнёва участвовал в концертном исполнении оперы Сергея Рахманинова «Алеко».
В 2008—2013 годах работал в театре «Новая опера», где играл роли ближнего боярина в опере «Борис Годунов» Модеста Мусоргского и Марулло в «Риголетто» Джузеппе Верди; Папагено в опере Моцарта «Волшебная флейта».
в 2011 году был участником проекта «Большая опера» на телеканале «Культура».
В составе жюри «Большой оперы» первого сезона – прославленные мастера оперной сцены, такие как Елена Образцова, а также специальные гости – представители различных творческих профессий.
Ведущие первого сезона «Большой оперы» – Святослав Бэлза и Алла Сигалова.
В 2012 году стал участником телепроекта «Голос» на Первом канале. В 2013 году участвовал в шоу перевоплощений «Один в один» на Первом канале, воплощая образы Дмитрия Хворостовского, Эдуарда Хиля, Александра Буйнова, Сергея Жукова, Надежды Бабкиной, Муслима Магомаева, Александра Розенбаума, Фрэнка Синатры, Фёдора Шаляпина, Джо Дассена, Андреа Бочелли.
В 2013 году состоялся первый сольный концерт Кунгурова в Санкт-Петербурге, в ДК имени Горького в сопровождении Оркестра русских народных инструментов. В том же году Евгения пригласили в коллектив «Три К», где он работал с двумя другими баритонами — с Владиславом Косаревым и Максимом Катыревым.
В марте 2014 года исполнил на митинге-концерте в честь вхождения Республики Крым в состав РФ «Севастопольский вальс» в дуэте с Диной Гариповой. В сентябре 2014 года Кунгуров стал ведущим программы «Романтика романса» на канале «Россия К» вместе с Марией Максаковой, позднее, с 2016 года соведущей Евгения была актриса Екатерина Гусева.
В сентябре 2014 года Евгению Кунгурову была вручена государственная награда и присвоено почётное звание «Заслуженный артист Республики Ингушетия» указом главы республики Ингушетия Юнус-Бека Евкурова. Через несколько дней Рамзан Кадыров присвоил Евгению Кунгурову звание заслуженного артиста Чеченской республики за заслуги перед внутренними войсками, поддержку боевого духа солдат и культурное просветительство.
В апреле 2019 года во Владивостоке выступил перед Президентом Северной Кореи Ким Чен Ыном, исполнив произведение «Очи чёрные».
В 2022 году Кунгуров стал постоянным солистом Калининградского музыкального театра.
21 августа 2022 года принял участие в праздничном концерте, посвящённом Дню флага России, который проводился в оккупированном российскими войсками Херсоне. 

### Смерть
8 апреля 2024 года Евгения Кунгурова нашли мёртвым у дома № 28, строение 2 по Зоологической улице в Москве, где он проживал. Перед этим артист отправил своей супруге сообщение о том, что хочет покончить жизнь самоубийством в ванной, вскрыв себе вены. 
Кунгуров наблюдался у психиатра в одной из частных клиник, певец находился в депрессивном состоянии.
По словам отца артиста Виктора, внешне недуг никак не проявлял себя, его сын страдал внутренне, описывая своё состояние, словно «все органы будто тянулись ему прямо к горлу». Такая болезнь называется «сенестопатия».
Изначально считалось, что Евгений ушёл из жизни по загадочным обстоятельствам, но всё оказалось иначе. Экспертиза подтвердила причину смерти — самоубийство. Евгений Кунгуров изначально планировал умереть в ванной, но затем он выбрал другой путь. Однако характер травм указывает именно на две попытки суицида за один вечер.
Причиной смерти стало падение с высоты 9-го этажа. Также источник сообщил, что у погибшего на руках были порезы.
Прощание с артистом состоялось 11 апреля 2024 года в прощальном доме Троекуровского кладбища Москвы. Отпевание и похороны прошли 13 апреля 2024 года на родине — в городе Заречный Свердловской области. Ритуал отпевания состоялся в Храме Пресвятой Богородицы, похоронен рядом с бабушкой на кладбище имени М. Л. Колмановского.
Ко дню рождения артиста, 18 июля 2025 года на его могиле был открыт памятник.

### Семья
В 2012 году артист официально женился на актрисе Наталье Троицкой. Супруги воспитывали сына Троицкой от первого брака. В 2015 году пара развелась после девяти лет совместной жизни, общих детей у них не было.
О своих отношениях с певцом сообщала певица Елена Максимова.
Долгое время артист не раскрывал подробностей, но позже сообщил о женитьбе на девушке по имени Ирина Меледина.
14 ноября 2016 года у Евгения Кунгурова родился сын Иван.
23 марта 2022 года родилась дочь Ариадна Кунгурова.

## Оперные партии
- Доктор Фальк — «Летучая мышь» И. Штрауса
- Папагено — «Волшебная флейта» В. А. Моцарта[7]
- Ближний боярин — «Борис Годунов» М. П. Мусоргского
- Граф — «Каприччио» P. Штрауса
- Марко — «Джанни Скикки» Дж. Пуччини[7]
- Марулло — «Риголетто» Дж. Верди[7]
- Офицер полиции, Фиорелло — «Севильский цирюльник» Дж. Россини[7]
- Кот — «Кошкин дом» П. П. Вальдгардта
- Первый солдат — «Саломея» Р. Штрауса[7]
- Шонар и Марсель в «Богеме» Джакомо Пуччини[7]
- Роберт в «Иоланте» П. И. Чайковского
- Жермон в «Травиате» Дж. Верди[7]
- Онегин в «Евгении Онегине» П. И. Чайковского
- Алеко в «Алеко» С. В. Рахманинова

## Награды
- Заслуженный артист Российской Федерации (3 октября 2023 года) — за заслуги в развитии отечественной культуры и искусства, многолетнюю плодотворную творческую деятельность[34].
- Заслуженный артист Чеченской Республики (2014)
- Заслуженный артист Республики Ингушетия (2014)
- Медаль МВД России «За вклад в укрепление правопорядка», 17 апреля 2023 года
- Нагрудный знак МВД России «За содействие МВД», 31 декабря 2019 года
- За активное участие в общественно-политической жизни российского общества и особый вклад в реализацию приоритетных проектов получил Благодарственное письмо от Президента Российской Федерации Владимира Путина.